# Zapasy na Igrzyskach Ameryki Południowej 1982
Turniej w ramach Igrzysk w Argentynie 1982 rozegrano w grudniu w mieście Rosario.

## Tabela medalowa
Gospodarz zawodów został zaznaczony kolorem.
| Poz.    | Państwo   |    |    |   | Łącznie |
| 1       | Argentyna | 13 | 5  | 2 | 20      |
| 2       | Peru      | 3  | 7  | 2 | 12      |
| 3       | Ekwador   | 3  | 3  | 0 | 6       |
| 4       | Chile     | 1  | 1  | 0 | 2       |
| 5       | Boliwia   | 0  | 0  | 4 | 4       |
| Łącznie | Łącznie   | 20 | 16 | 8 | 57      |

## Wyniki

### W stylu klasycznym
| Waga     | złoty           | srebrny         | brązowy            |
| -------- | --------------- | --------------- | ------------------ |
| 48 kg    | Iván Garcés     | John Trujillano | Walter Haar        |
| 52 kg    | Paulo Ibire     | ----            | ----               |
| 57 kg    | Hugo Mora       | José Martínez   | José Quiroga       |
| 62 kg    | Luis Domínguez  | Italo Grasso    | Ruben Chávez       |
| 68 kg    | Sergio Fiszman  | Wilson Chérrez  | Edmundo Ychillumpa |
| 74 kg    | Óscar Strático  | Pablo Grasso    | ----               |
| 82 kg    | Daniel Iglesias | Víctor Chirinos | ----               |
| 90 kg    | Jimmy Lama      | Elio Franconi   | ----               |
| 100 kg   | Milton Estrella | Jorge Fuentes   | ----               |
| + 100 kg | Juan Blander    | ----            | ----               |

### W stylu wolnym
| Waga    | złoty            | srebrny         | brązowy            |
| ------- | ---------------- | --------------- | ------------------ |
| 48 kg   | Iván Garcés      | John Trujillano | Walter Haar        |
| 52 kg   | Paulo Ibire      | ----            | ----               |
| 57 kg   | Hugo Mora        | José Martínez   | José Quiroga       |
| 62 kg   | Daniel Navarrete | Italo Grasso    | Ruben Chávez       |
| 68 kg   | Sergio Fiszman   | Wilson Chérrez  | Edmundo Ychillumpa |
| 74 kg   | Pablo Grasso     | Óscar Strático  | ----               |
| 82 kg   | Eduardo Spolski  | Víctor Chirinos | ----               |
| 90 kg   | Daniel Iglesias  | Jimmy Lama      | ----               |
| 100 kg  | Elio Franconi    | Milton Estrella | ----               |
| +100 kg | Juan Blander     | -----           | ----               |